# Brückenzollhaus (Astheim)

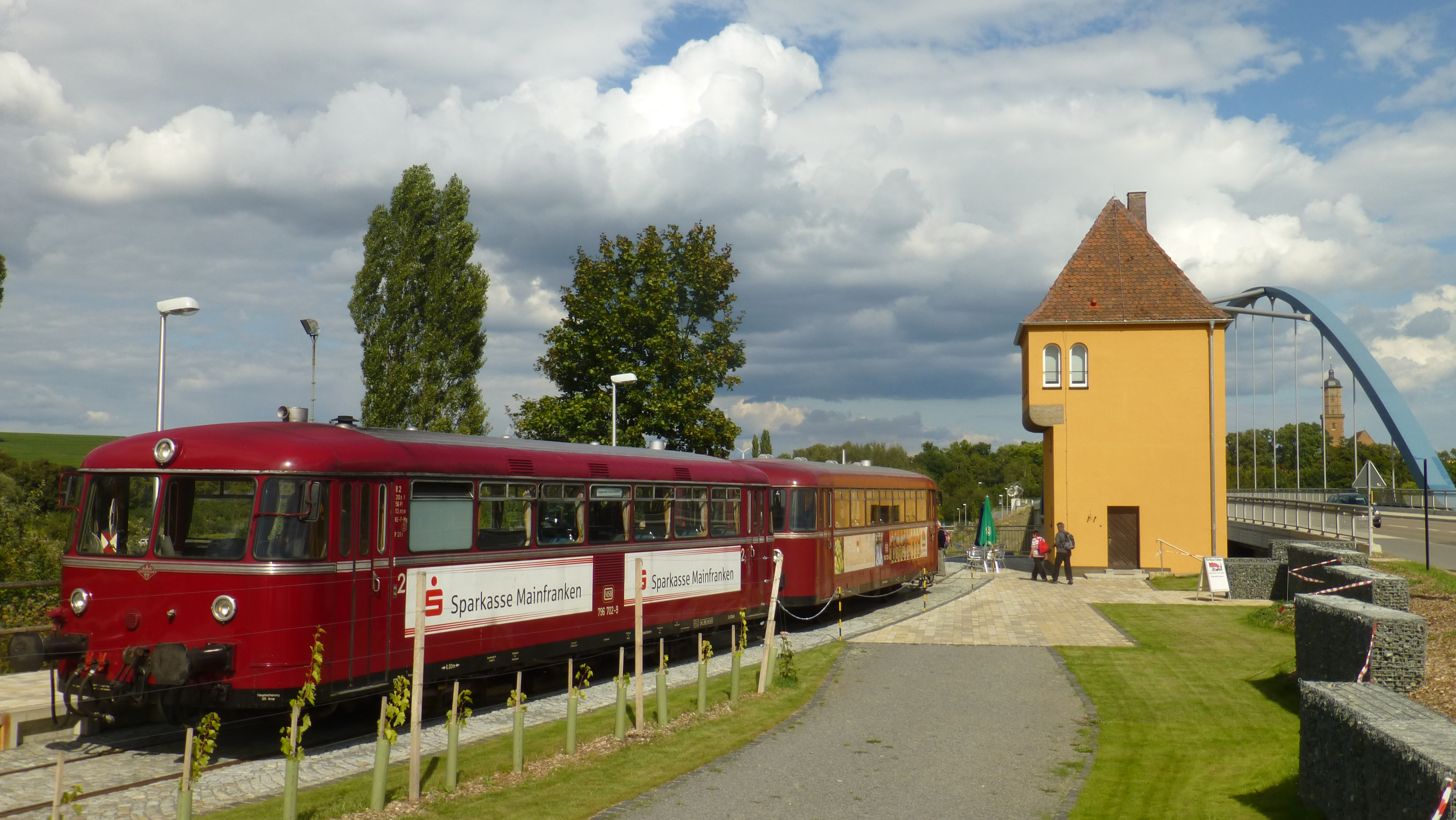
Das Brückenzollhaus und der Haltepunkt Astheim

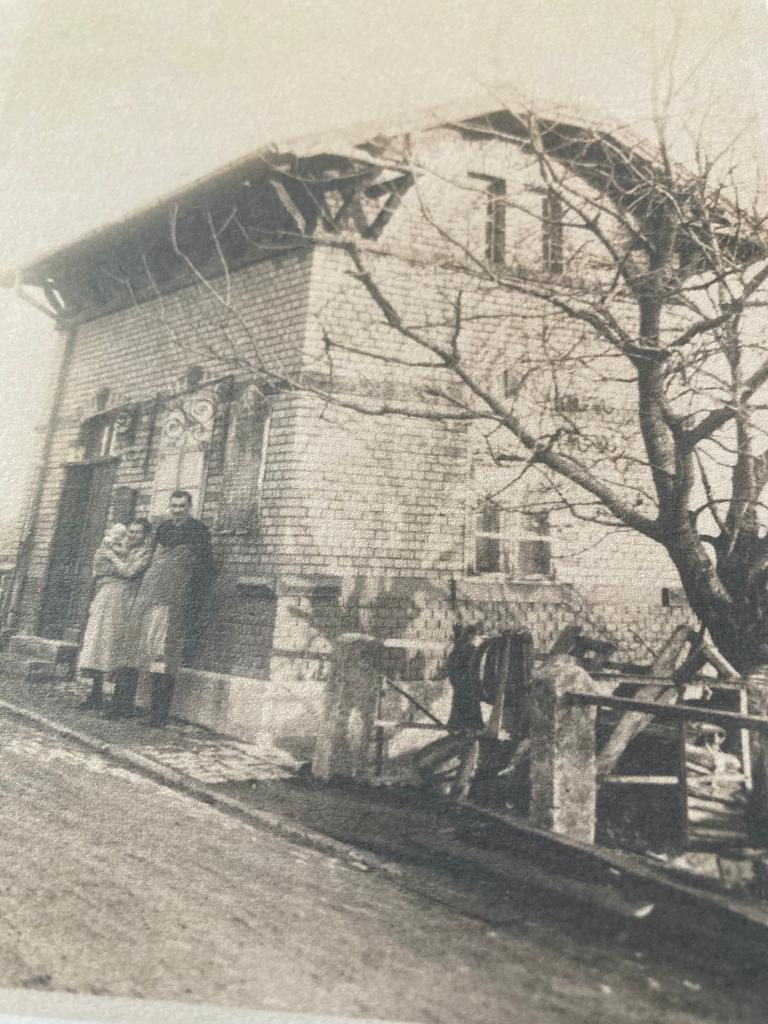
Bahnzollhaus vor der Volkacher Brücke in Astheim 1926 mit Bahnwärterfamilie Gustav & Juliane Elflein

Das Brückenzollhaus in Astheim ist ein denkmalgeschütztes Gebäude. Es diente dem Schrankenwärter der Volkacher Mainbrücke als Dienstwohnung und befindet sich auf der westlichen Mainseite gegenüber der Stadt. Heute wird es als Eisenbahnmuseum genutzt.

## Geschichte
Der Bau einer Mainbrücke in Volkach wurde im Jahr 1890 begonnen. Hierdurch sollte die Stadt Zugang zu den wichtigen Verkehrswegen im Westen erhalten. Der Bau sollte mit einem Brückenzollhaus auf der Astheimer Seite ausgestattet werden, um den erwarteten Verkehr zu bremsen. Die Grundsteinlegung des Gebäudes, das im Heimatstil errichtet wurde, erfolgte im Jahr 1891. Ein Jahr später, pünktlich zur Eröffnung der Brücke, wurde es fertiggestellt. Bis zum Zweiten Weltkrieg war es Wohnhaus und Dienstsitz des Zollbeamten.

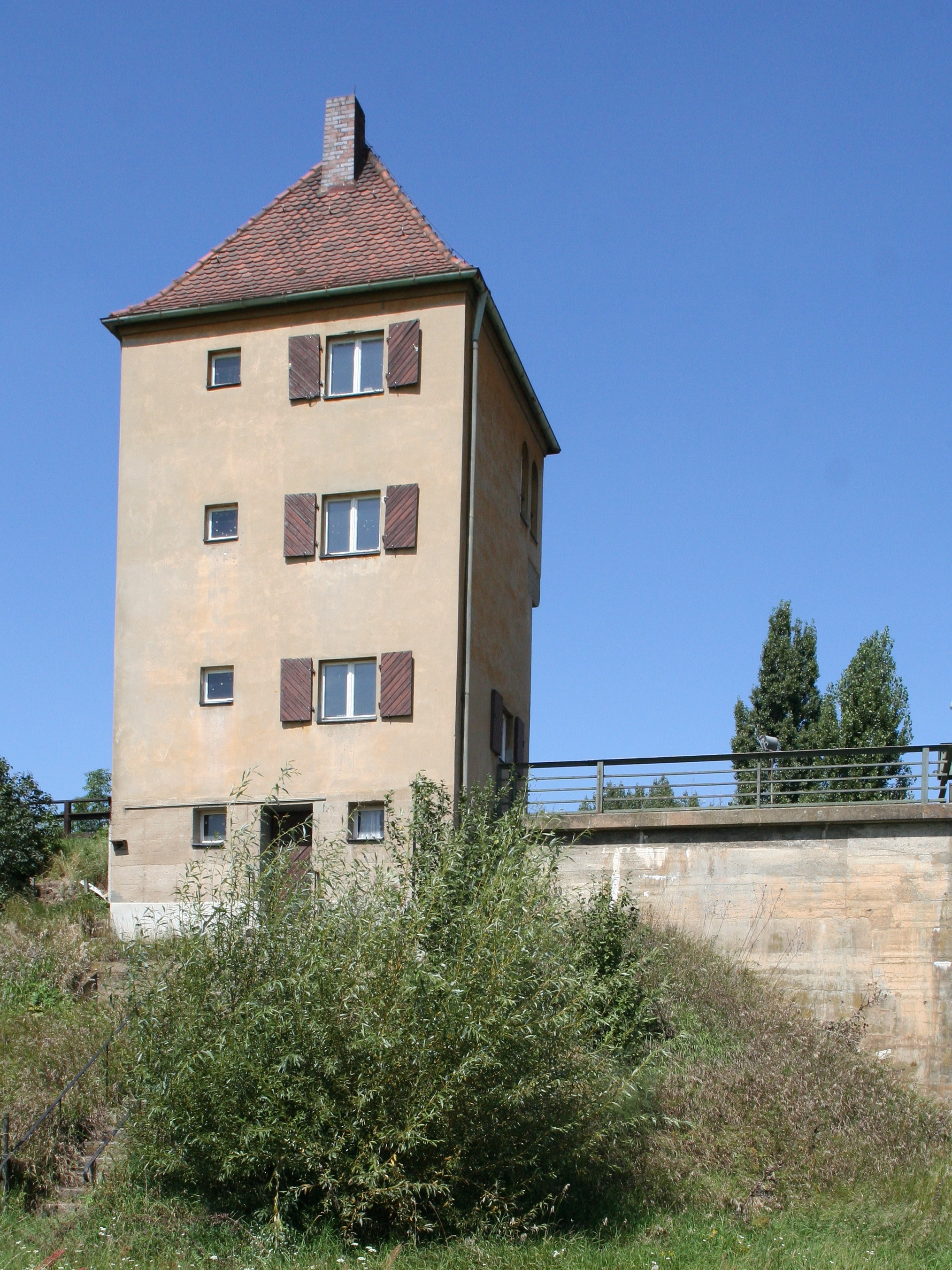
Die Rückseite des Brückenzollhauses, 2009

Mit der Sprengung der Brücke im Jahr 1945 durch die Wehrmacht verlor das Haus seine Funktion und diente fortan für einige Jahre als einfaches Wohngebäude. Auch mit dem Neubau der Mainbrücke, fortan als Simultanbrücke für Autos und den Bahnverkehr, änderte sich dies nicht. Im Jahr 1957 begann der Bau des Volkacher Mainkanals. Da nun auch höhere Containerschiffe den Fluss befahren sollten, musste die Brücke, und mit ihr das Straßenniveau, angehoben werden. Auch das Brückenhaus wurde erhöht.
Gleichzeitig plante die Bahn, in deren Besitz sich das Haus befand, eine umfassende Modernisierung des Gebäudes. Bis ins Jahr 1958/1959 errichtete man den „Schrankenposten Astheim“. Im zweiten Obergeschoss des Hauses wurde die nun elektrische Schrankensteuerung untergebracht, während das erste Obergeschoss als Wohnhaus für den Schrankenwärter diente. Knapp zehn Jahre später, am 28. September 1968, überquerte der letzte Personenzug die Mainbrücke. Das Schrankenhaus wurde, auch wegen der neueren Technik, funktionslos. Im Jahr 1971 wurde es wiederum in ein reines Wohnhaus umgewandelt.
Im Jahr 2006 wurde erneut ein Brückenneubau für Volkach in Erwägung gezogen. Noch immer war die Übergangsbrücke aus der Nachkriegszeit in Betrieb und sollte nun einer modernen Stabbogenbrücke weichen. Ein Abriss des Häuschens wurde diskutiert, jedoch nach Einwänden des Denkmalschutzes verworfen. Die Stadt Volkach vermietete daraufhin das Haus an den Förderverein Mainschleifenbahn, der es bis 2014 renovieren und in ein Museum zur Geschichte der Bahn umwandeln ließ. Das Bayerische Landesamt für Denkmalpflege ordnet das Zollhaus als Baudenkmal unter der Nummer D-6-75-174-327 ein.

## Beschreibung
Das Gebäude besitzt einen annähernd quadratischen Grundriss. Es weist drei Geschosse auf und schließt mit einem Pyramidendach ab. Das Haus wurde im sogenannten Heimatstil des ausgehenden 19. Jahrhunderts errichtet. Das oberste Geschoss kragt auf der Seite der alten Brücke leicht nach vorne und hat eine Fensterfront, von der aus man den vorbeifahrenden Verkehr beobachten konnte. Die restlichen Geschosse haben nur einige kleine Rechteckfenster.